# 九州共立大学の人物一覧
九州共立大学の人物一覧（きゅうしゅうきょうりつだいがくのじんぶついちらん）は、九州共立大学に関係する人物の一覧記事。

## 著名な教職員
- 森部昌広（経済学部経済・経営学科准教授）
- 木寺英史（スポーツ学部スポーツ学科教授）
- 川面剛（スポーツ学部スポーツ学科准教授）

## OB・OG

### 政界
- 十屋幸平（元宮崎県日向市長）
- 友田吉泰（長崎県松浦市長）
- 前泊正人（第13代沖縄県竹富町長）[1]

### 野球

#### 現役選手
- 杉尾拓郎（宮崎サンシャインズ・投手）
- 大瀬良大地（広島東洋カープ・投手）
- 久保拓眞（堺シュライクス・投手）
- 島内颯太郎（広島東洋カープ・投手）

#### 引退した選手
- 伊礼忠彦（元中日ドラゴンズ・外野手）
- 大野倫（元福岡ダイエーホークス・外野手）
- 深谷亮司（元オリックス・ブルーウェーブ・捕手）
- 柴原洋（元福岡ソフトバンクホークス・外野手）
- 於保浩己（元千葉ロッテマリーンズ・外野手）
- 前田浩継（元ヤクルトスワローズ・投手）
- 的場寛一（元阪神タイガース・外野手）
- 山村路直（元福岡ソフトバンクホークス・投手）
- 田上秀則（元福岡ソフトバンクホークス・捕手）
- 馬原孝浩（元オリックス・バファローズ・投手）
- 鬼崎智史（元市民球団かずさマジック・外野手）
- 大原淳也（元横浜DeNAベイスターズ・内野手）
- 髙橋秀聡（元オリックス・バファローズ・投手）
- 新垣渚（元東京ヤクルトスワローズ・投手）
- 川満寛弥（元千葉ロッテマリーンズ・投手）
- 藤田卓史（元東芝野球部・投手）
- 竹下真吾（元東京ヤクルトスワローズ・投手）
- 寺岡寛治（元東北楽天ゴールデンイーグルス・投手）
- 福地元春（元横浜DeNAベイスターズ・投手）
- 古長拓（元オリックス・バファローズ・内野手）　※中退

### サッカー
- 千疋美徳（元サッカー選手）
- 柿本健太（元サッカー選手・ブラウブリッツ秋田）
- 塚田翔悟（サッカー選手・ヴェルスパ大分）

### ラグビー
- 高尾時流（ラグビー選手・神戸製鋼コベルコスティーラーズ）
- 徳重元気（ラグビー選手・コカ・コーラウエストレッドスパークス）
- 白濱弘章（元ラグビー選手・宗像サニックスブルース）
- 中野将宏（ラグビー選手・中国電力レッドレグリオンズ）
- 竹内柊平（ラグビー選手・NTTコミュニケーションズシャイニングアークス）

### バスケットボール
- 村上慎也（バスケットボール選手・福島ファイヤーボンズ）
- 赤塚将輝（バスケットボール選手・鹿児島レブナイズ）
- 久保田義章（バスケットボール選手・京都ハンナリーズ）

### バレーボール
- 松岡芽生（バレーボール選手・東レアローズ滋賀）

### レスリング
- 入江ゆき（レスリング選手、ななみの姉）
- 入江ななみ（レスリング選手・2019年世界選手権 銀メダル、ゆきの妹）

### その他
- 中野大輔（元体操競技選手・アテネオリンピック 金メダル）
- 野瀬瞳（元競泳選手）
- 郡 菜々佳（陸上競技選手、女子円盤投日本記録保持者）
- 渡邊茜（陸上競技選手、ハンマー投）

- ヤンチャン（YouTuber・経営者、在大阪中華人民共和国総領事館広報アドバイザー）